# Entretenido
La voz entretenido, hoy sin uso, lo tuvo muy extenso en los siglos XVI y XVII. En sentido civil y administrativo significaba persona que hacía méritos para alcanzar un puesto. En el ámbito militar tenía el significado complejo que se deduce de los textos siguientes:

Ha de tener el general sus entretenidos cerca de su persona, para acompañarle y hacer algunas diligencias y servicios que se ofrecen, los cuales deben ser soldados viejos, honrados o capitanes, alféreces y sargentos reformados, conocidos en las guerras, que no pueden servir en ella, nobles y de buen término; y no conviene tal plaza darla á persona moza, porque por su honra más le conviene servir con su plaza viva, aunque tuviere menos sueldo, que de entretenido, y así los generales lo entienden y deben mirar en esto. Los dichos entretenidos, todas las veces que el general sale con el guion son obligados á salir con él, armados con lanza o caballo y hacer guardia al guion, el cual siempre ha de ir tras del general y cerca de su persona, llevado por un paje á caballo y no tiene lugar señalado en paz ni en guerra, sino ha de andar y estar á donde está el general; y así le siguen como á insignia más suprema, y los entretenidos por su orden tienen obligación de hacer guardia en la antecámara del general, donde, ha de estar el guion, por dos cosas que les obliga: la una, porque aunque el general, cuando está en campana ó en parte sospechosa, cada día le hacen guardia una compañía de infantería y otra de caballería, estas guardias son para afuera y dentro la primera posada á donde él estuviere; más los entretenidos, como personas nobles, de experiencia, que saben y entienden los términos de la milicia y como se debe proceder en todo género de ocurrencias, en lo que cumple al servicio y honra del general, á ellos toca hacer la guardia en el antecámara á su persona y al guion, que es insignia suprema que guía aquellos que han necesidad del capitán general. Bartolomé Scarion. Doctr. mil. fol. 50).

Los Gentiles hombres entretenidos cerca la persona del Capitán general han de servir armados con sus lanzas y caballos de guerra, y no se han de apartar de cerca de su persona, y no le han de desamparar jamás: que ultra de que han de pelear en el lugar donde les ordenare el maestro de campo general, también le han de servir de llevar las órdenes que se ofreciesen. (Eguíluz. fol. 61. vto)

En la prolija y pintoresca descripción que Carlos Coloma hace del célebre sitio de Cambray, se ve también claro su servicio: 

Que monsieur de Ronna con otros cuatro mil infantes estuviese à la entrada de las trincheras, para acudir donde el Conde (de Fuentes) ordenase y el guion, entretenidos y la corte (cuartel general) en la plaza de armas sin moverse sin expresa orden suya se mandaba expresamente á todos los entretenidos no ocuparse en otra cosa que estorbar desórdenes, especialmente en las iglesias. Se prevenía que no se recibiesen órdenes de nadie que las llevase de parte del ronde á boca, sino era de algunos entretenidos que para asto se señalaron. (Guerr. de Fland. lib. 8.)

Llegó á ser excesivo el abuso en esta materia de entretenidos. En la ordenanza De 18 junio Iü32 dice el art. 15: 

Y por ser de tan conocido inconveniente y mala consecuencia que en un ejército tenga más sueldo un Entretenido el día que entra á servir que el Maestro de Campo más antiguo, de más de lo mucho que obliga á reparar en esto el estado de mi hacienda, he resuelto daclarar los sueldos que han de tocar á las personas de sangre ilustre de las dos naciones forasteras, en los tres tercios de españoles que queda dicho ha de haber en Flandes, lo cual se ha de entender sólo por ahora, ó en Italia, habiendo guerra rota, en todos los cuales tercios ha de haber ocho Entretenidos fijamente, si hubiere gente de la calidad dicha, y si no vacarán para mi hacienda. Estos entretenimientos han de ser los dos de 80 escudos cada uno, dos de á 60, dos de á 40, y dos de á 30; los cuales he de proveer yo precisamente etc. y es mi voluntad y ordeno y mando que, en llegando á ser Maestros de Campo cualquier caballero que tenga sueldo de los de este género, le haya de cesar.

Importa señalar la diferencia del entretenido al aventajado. El artículo 19 de la Ordenanza de 1632 dice literalmente: 

pero es mi voluntad que no puedan mis Capitanes generales proveer, ni proponerme mis Consejos para capitanes de infantería española soldados Entretenidos, sino Aventajados.

Y glosando Sala (1681) dice en la pág. 114 de su obra titulada Después de Dios la primera obligación: 

....pasemos á investigar la diferencia que hay del Aventajado al Entretenido. El Aventajado sirve debajo de bandera y la sigue á todas partes que va, asiste en los cuerpos de guardia, hace sus rondas; de estos, siéndolo sin haber tenido puesto ó por haber sido reformados, echan mano los superiores para empeños de mucha consideración y riesgo, como reconocer minas y baterías, ocupar puestos, mantenerlos, asistir en ataques, hallándose en todos los ejercicios de la milicia; con los cuales se hace dueño de su arte, entiende los modos de las ofensas y los reparos para la defensa; su entendimiento todo le aplica á la especulación, eligiendo los medios proporcionados para conseguir el desempeño de su orden, y de esta y de los advertimientos que le han dado hace juicio de lo que es la guerra etc., lo que no puede darse en los Entretenidos, porque su asistencia es en la corte cerca del Capitán General, donde aprenderán las relaciones que vienen de lo que ejecutan los Aventajados; su puesto en la batalla es el más seguro, pues en el se pone el guion y ellos á su guardia, y el que más trabaja es alguno que señalan en distribuir órdenes, en cuyo ejercicio no puede aprender más que la orden que le dan sin poder alterarla ni arbitrarla.